# Championnat d'Asie de football des moins de 17 ans 2006
Navigation
Japon 2004 Ouzbékistan 2008
Le Championnat d'Asie de football des moins de 17 ans 2006 est la douzième édition du Championnat d'Asie de football des moins de 17 ans qui a eu lieu à Singapour du 3 au 17 septembre 2006. L'équipe de Chine, championne d'Asie lors de l'édition précédente, peut y défendre son titre après avoir réussi à passer les éliminatoires. Ce tournoi sert de qualification pour la prochaine Coupe du monde des moins de 17 ans, qui aura lieu en Corée du Sud durant l'été 2007 : les 4 demi-finalistes seront directement qualifiés. Si la Corée du Sud, déjà qualifiée en tant que pays organisateur parvient à ce stade de la compétition, un barrage sera organisé entre les perdants en quarts de finale pour connaître le dernier pays qualifié.

## Qualification
Les sélections asiatiques, à l'exception de Singapour, organisateur du tournoi final et donc exempt, sont réparties en 14 poules géographiques. Le premier de chacune de ces poules est qualifié pour la phase finale ainsi que le barrage entre les deux meilleurs deuxièmes des poules de l'Asie du Sud-Est.

### Poule 1
- Matchs disputés en Jordanie :

| Rang | Équipe    | Pts | J | G | N | P | Bp | Bc | Diff |  | Résultats (▼ dom., ► ext.) |  |     |     |
| ---- | --------- | --- | - | - | - | - | -- | -- | ---- |  | -------------------------- |  | --- | --- |
| 1    | Irak      | 6   | 2 | 2 | 0 | 0 | 4  | 0  | +4   |  | Irak                       |  | 1-0 | 3-0 |
| 2    | Jordanie  | 3   | 2 | 1 | 0 | 1 | 2  | 1  | +1   |  | Jordanie                   |  |     | 2-0 |
| 3    | Palestine | 0   | 2 | 0 | 0 | 2 | 0  | 5  | -5   |  | Palestine                  |  |     |     |

### Poule 2
- Matchs disputés au Qatar :

| Rang | Équipe  | Pts | J | G | N | P | Bp | Bc | Diff |  | Résultats (▼ dom., ► ext.) |  |     |     |
| ---- | ------- | --- | - | - | - | - | -- | -- | ---- |  | -------------------------- |  | --- | --- |
| 1    | Yémen   | 6   | 2 | 2 | 0 | 0 | 6  | 3  | +3   |  | Yémen                      |  | 2-0 | 4-3 |
| 2    | Qatar   | 3   | 2 | 1 | 0 | 1 | 2  | 3  | -1   |  | Qatar                      |  |     | 2-1 |
| 3    | Bahreïn | 0   | 2 | 0 | 0 | 2 | 4  | 6  | -2   |  | Bahreïn                    |  |     |     |

### Poule 3
- Matchs disputés au sultanat d'Oman :

| Rang | Équipe          | Pts | J | G | N | P | Bp | Bc | Diff |  | Résultats (▼ dom., ► ext.) |  |     |     |
| ---- | --------------- | --- | - | - | - | - | -- | -- | ---- |  | -------------------------- |  | --- | --- |
| 1    | Arabie saoudite | 6   | 2 | 2 | 0 | 0 | 8  | 1  | +7   |  | Arabie saoudite            |  | 4-0 | 4-1 |
| 2    | Oman            | 3   | 2 | 1 | 0 | 1 | 5  | 5  | 0    |  | Oman                       |  |     | 5-1 |
| 3    | Liban           | 0   | 2 | 0 | 0 | 2 | 0  | 2  | -2   |  | Liban                      |  |     |     |

### Poule 4
- Matchs disputés en Syrie :

| Rang | Équipe              | Pts | J | G | N | P | Bp | Bc | Diff |  | Résultats (▼ dom., ► ext.) |  |     |     |
| ---- | ------------------- | --- | - | - | - | - | -- | -- | ---- |  | -------------------------- |  | --- | --- |
| 1    | Syrie               | 4   | 2 | 1 | 1 | 0 | 2  | 0  | +2   |  | Syrie                      |  | 2-0 | 0-0 |
| 2    | Émirats arabes unis | 3   | 2 | 1 | 0 | 1 | 2  | 2  | 0    |  | Émirats arabes unis        |  |     | 2-0 |
| 3    | Koweït              | 1   | 2 | 0 | 1 | 1 | 0  | 2  | -2   |  | Koweït                     |  |     |     |

### Poule 5
| Équipe 1   | Résultat | Équipe 2  | Aller | Retour |
| ---------- | -------- | --------- | ----- | ------ |
| Bangladesh | 3 - 1    | Sri Lanka | 3 - 0 | 0 - 1  |

### Poule 6
- Matchs disputés au Népal :

| Rang | Équipe       | Pts | J | G | N | P | Bp | Bc | Diff |  | Résultats (▼ dom., ► ext.) | Drapeau du Népal |     |     |
| ---- | ------------ | --- | - | - | - | - | -- | -- | ---- |  | -------------------------- | ---------------- | --- | --- |
| 1    | Népal        | 6   | 2 | 2 | 0 | 0 | 4  | 1  | +3   |  | Népal                      |                  | 2-0 | 2-1 |
| 2    | Ouzbékistan  | 3   | 2 | 1 | 0 | 1 | 2  | 2  | 0    |  | Ouzbékistan                |                  |     | 2-0 |
| 3    | Kirghizistan | 0   | 2 | 0 | 0 | 2 | 1  | 4  | -3   |  | Kirghizistan               |                  |     |     |

### Poule 7
- Matchs disputés en Inde :

| Rang | Équipe      | Pts | J | G | N | P | Bp | Bc | Diff |  | Résultats (▼ dom., ► ext.) |  |     |     |
| ---- | ----------- | --- | - | - | - | - | -- | -- | ---- |  | -------------------------- |  | --- | --- |
| 1    | Tadjikistan | 6   | 2 | 2 | 0 | 0 | 4  | 2  | +2   |  | Tadjikistan                |  | 3-2 | 1-0 |
| 2    | Inde        | 3   | 2 | 1 | 0 | 1 | 11 | 3  | +8   |  | Inde                       |  |     | 9-0 |
| 3    | Pakistan    | 0   | 2 | 0 | 0 | 2 | 0  | 10 | -10  |  | Pakistan                   |  |     |     |

### Poule 8
| Équipe 1 | Résultat | Équipe 2     | Aller | Retour |
| -------- | -------- | ------------ | ----- | ------ |
| Iran     | 10 - 2   | Turkménistan | 5 - 0 | 5 - 2  |

### Poule 9
- Matchs disputés au Laos :

| Rang | Équipe    | Pts | J | G | N | P | Bp | Bc | Diff |  | Résultats (▼ dom., ► ext.) |  |     |     |
| ---- | --------- | --- | - | - | - | - | -- | -- | ---- |  | -------------------------- |  | --- | --- |
| 1    | Laos      | 4   | 2 | 1 | 1 | 0 | 5  | 0  | +5   |  | Laos                       |  | 0-0 | 5-0 |
| 2    | Australie | 4   | 2 | 1 | 1 | 0 | 3  | 1  | +2   |  | Australie                  |  |     | 3-1 |
| 3    | Indonésie | 0   | 2 | 0 | 0 | 2 | 1  | 8  | -7   |  | Indonésie                  |  |     |     |

### Poule 10
- Matchs disputés en Thaïlande :

| Rang | Équipe    | Pts | J | G | N | P | Bp | Bc | Diff |  | Résultats (▼ dom., ► ext.) |  |     |      |
| ---- | --------- | --- | - | - | - | - | -- | -- | ---- |  | -------------------------- |  | --- | ---- |
| 1    | Birmanie  | 4   | 2 | 1 | 1 | 0 | 13 | 1  | +12  |  | Birmanie                   |  | 1-1 | 12-0 |
| 2    | Thaïlande | 4   | 2 | 1 | 1 | 0 | 11 | 1  | +10  |  | Thaïlande                  |  |     | 10-1 |
| 3    | Maldives  | 0   | 2 | 0 | 0 | 2 | 0  | 22 | -22  |  | Maldives                   |  |     |      |

### Poule 11
| Équipe 1 | Résultat | Équipe 2 | Aller | Retour |
| -------- | -------- | -------- | ----- | ------ |
| Malaisie | 0 - 2    | Viêt Nam | 0 - 1 | 0 - 1  |

### Poule 12
- Matchs disputés en Corée du Sud :

| Rang | Équipe       | Pts | J | G | N | P | Bp | Bc | Diff |  | Résultats (▼ dom., ► ext.) |  |     |      |
| ---- | ------------ | --- | - | - | - | - | -- | -- | ---- |  | -------------------------- |  | --- | ---- |
| 1    | Japon        | 4   | 2 | 1 | 1 | 0 | 27 | 1  | +26  |  | Japon                      |  | 1-1 | 26-0 |
| 2    | Corée du Sud | 4   | 2 | 1 | 1 | 0 | 15 | 1  | +14  |  | Corée du Sud               |  |     | 14-0 |
| 3    | Macao        | 0   | 2 | 0 | 0 | 2 | 0  | 40 | -40  |  | Macao                      |  |     |      |

### Poule 13
- Matchs disputés en Chine :

| Rang | Équipe   | Pts | J | G | N | P | Bp | Bc | Diff |  | Résultats (▼ dom., ► ext.) |  |     |      |
| ---- | -------- | --- | - | - | - | - | -- | -- | ---- |  | -------------------------- |  | --- | ---- |
| 1    | Chine    | 6   | 2 | 2 | 0 | 0 | 20 | 0  | +20  |  | Chine                      |  | 9-0 | 11-0 |
| 2    | Taïwan   | 3   | 2 | 1 | 0 | 1 | 2  | 10 | -8   |  | Taïwan                     |  |     | 2-1  |
| 3    | Mongolie | 0   | 2 | 0 | 0 | 2 | 1  | 13 | -12  |  | Mongolie                   |  |     |      |

### Poule 14
- Matchs disputés en Corée du Nord :

| Rang | Équipe        | Pts | J | G | N | P | Bp | Bc | Diff |  | Résultats (▼ dom., ► ext.) |  |     |      |
| ---- | ------------- | --- | - | - | - | - | -- | -- | ---- |  | -------------------------- |  | --- | ---- |
| 1    | Corée du Nord | 6   | 2 | 2 | 0 | 0 | 21 | 2  | +19  |  | Corée du Nord              |  | 4-0 | 17-2 |
| 2    | Hong Kong     | 1   | 2 | 0 | 1 | 1 | 2  | 6  | -4   |  | Hong Kong                  |  |     | 2-2  |
| 3    | Guam          | 1   | 2 | 0 | 1 | 1 | 4  | 19 | -15  |  | Guam                       |  |     |      |

### Barrage
Les 2 meilleurs seconds des poules situées en Asie du Sud-Est s'affrontent sur un match simple, disputé à Kuala Lumpur en Malaisie :
| Équipe 1     | Résultat | Équipe 2  | Aller |
| ------------ | -------- | --------- | ----- |
| Corée du Sud | 1 - 0    | Thaïlande |       |

- La Corée du Sud se qualifie pour la phase finale du Championnat d'Asie.

## Équipes participantes
| - Singapour - Organisateur - Japon - Népal - Corée du Sud | - Tadjikistan - Iran - Irak - Yémen | - Arabie saoudite - Corée du Nord - Birmanie - Laos - Disqualifié | - Chine - Tenant du titre - Bangladesh - Syrie - Viêt Nam |

## Premier tour
Les 16 équipes participantes sont réparties en 4 poules de 4. Au sein de la poule, chaque équipe rencontre ses adversaires une fois. À l'issue des rencontres, les 2 premiers de chaque poule se qualifient pour la phase finale de la compétition, disputée en quarts, demies et finale.

### Groupe A
|   | Équipe       | Pts | J | G | N | P | BP | BC | Diff |
| - | ------------ | --- | - | - | - | - | -- | -- | ---- |
| 1 | Japon        | 7   | 3 | 2 | 1 | 0 | 10 | 3  | +7   |
| 2 | Corée du Sud | 6   | 3 | 2 | 0 | 1 | 7  | 4  | +3   |
| 3 | Singapour    | 2   | 3 | 0 | 2 | 1 | 2  | 4  | -2   |
| 4 | Népal        | 1   | 3 | 0 | 1 | 2 | 0  | 8  | -8   |

| 3 septembre | Corée du Sud | 3 | 1 | Singapour    |
|             | Japon        | 6 | 0 | Népal        |
| 5 septembre | Japon        | 1 | 1 | Singapour    |
|             | Corée du Sud | 2 | 0 | Népal        |
| 7 septembre | Singapour    | 0 | 0 | Népal        |
|             | Japon        | 3 | 2 | Corée du Sud |

### Groupe B
|   | Équipe      | Pts | J | G | N | P | BP | BC | Diff |
| - | ----------- | --- | - | - | - | - | -- | -- | ---- |
| 1 | Tadjikistan | 9   | 3 | 3 | 0 | 0 | 7  | 4  | +3   |
| 2 | Iran        | 4   | 3 | 1 | 1 | 1 | 2  | 2  | 0    |
| 3 | Irak        | 2   | 3 | 0 | 2 | 1 | 1  | 2  | -1   |
| 4 | Yémen       | 1   | 3 | 0 | 1 | 2 | 4  | 6  | -2   |

| 3 septembre | Iran        | 1 | 0 | Yémen |
|             | Tadjikistan | 1 | 0 | Irak  |
| 5 septembre | Tadjikistan | 2 | 1 | Iran  |
|             | Irak        | 1 | 1 | Yémen |
| 7 septembre | Tadjikistan | 4 | 3 | Yémen |
|             | Iran        | 0 | 0 | Irak  |

### Groupe C
|   | Équipe           | Pts | J | G | N | P | BP | BC | Diff |
| - | ---------------- | --- | - | - | - | - | -- | -- | ---- |
| 1 | Arabie saoudite  | 6   | 2 | 2 | 0 | 0 | 7  | 1  | +6   |
| 2 | Corée du Nord    | 3   | 2 | 1 | 0 | 1 | 7  | 4  | +3   |
| 3 | Birmanie         | 0   | 2 | 0 | 0 | 2 | 2  | 11 | -9   |
| 4 | Laos disqualifié |     |   |   |   |   |    |    |      |

| 4 septembre | Arabie saoudite | 2 | 1 | Corée du Nord |
| 6 septembre | Corée du Nord   | 6 | 2 | Birmanie      |
| 8 septembre | Arabie saoudite | 5 | 0 | Birmanie      |

### Groupe D
|   | Équipe     | Pts | J | G | N | P | BP | BC | Diff |
| - | ---------- | --- | - | - | - | - | -- | -- | ---- |
| 1 | Chine      | 7   | 3 | 2 | 1 | 0 | 9  | 3  | +6   |
| 2 | Syrie      | 6   | 3 | 2 | 0 | 1 | 9  | 1  | +8   |
| 3 | Viêt Nam   | 4   | 3 | 1 | 1 | 1 | 5  | 5  | 0    |
| 4 | Bangladesh | 0   | 3 | 0 | 0 | 3 | 0  | 14 | -14  |

| 4 septembre | Chine    | 1 | 0 | Syrie      |
|             | Viêt Nam | 2 | 0 | Bangladesh |
| 6 septembre | Syrie    | 7 | 0 | Bangladesh |
|             | Chine    | 3 | 3 | Viêt Nam   |
| 8 septembre | Chine    | 5 | 0 | Bangladesh |
|             | Syrie    | 2 | 0 | Viêt Nam   |

## Phase finale
|  | Quarts de finale       | Quarts de finale       | Quarts de finale       | Quarts de finale       |               |               | Demi-finales           | Demi-finales           | Demi-finales                  | Demi-finales                  |                               |                               | Finale                 | Finale                 | Finale                 | Finale                 |
|  |                        |                        |                        |                        |               |               |                        |                        |                               |                               |                               |                               |                        |                        |                        |                        |
|  | 11 septembre - Kallang | 11 septembre - Kallang | 11 septembre - Kallang | 11 septembre - Kallang |               |               | 14 septembre - Kallang | 14 septembre - Kallang | 14 septembre - Kallang        | 14 septembre - Kallang        |                               |                               | 17 septembre - Kallang | 17 septembre - Kallang | 17 septembre - Kallang | 17 septembre - Kallang |
|  | 11 septembre - Kallang | 11 septembre - Kallang | 11 septembre - Kallang | 11 septembre - Kallang |               |               | 14 septembre - Kallang | 14 septembre - Kallang | 14 septembre - Kallang        | 14 septembre - Kallang        |                               |                               | 17 septembre - Kallang | 17 septembre - Kallang | 17 septembre - Kallang | 17 septembre - Kallang |
|  | Japon t.a.b.           | Japon t.a.b.           | 1 (8)                  | 1 (8)                  |               |               | 14 septembre - Kallang | 14 septembre - Kallang | 14 septembre - Kallang        | 14 septembre - Kallang        |                               |                               | 17 septembre - Kallang | 17 septembre - Kallang | 17 septembre - Kallang | 17 septembre - Kallang |
|  | Japon t.a.b.           | Japon t.a.b.           | 1 (8)                  | 1 (8)                  |               |               | 14 septembre - Kallang | 14 septembre - Kallang | 14 septembre - Kallang        | 14 septembre - Kallang        |                               |                               | 17 septembre - Kallang | 17 septembre - Kallang | 17 septembre - Kallang | 17 septembre - Kallang |
|  | Iran                   | Iran                   | 1 (7)                  | 1 (7)                  |               |               | 14 septembre - Kallang | 14 septembre - Kallang | 14 septembre - Kallang        | 14 septembre - Kallang        |                               |                               | 17 septembre - Kallang | 17 septembre - Kallang | 17 septembre - Kallang | 17 septembre - Kallang |
|  | Iran                   | Iran                   | 1 (7)                  | 1 (7)                  | Japon         | Japon         | 2                      | 2                      |                               |                               |                               |                               | 17 septembre - Kallang | 17 septembre - Kallang | 17 septembre - Kallang | 17 septembre - Kallang |
|  | 11 septembre - Bishan  |                        |                        |                        | Japon         | Japon         | 2                      | 2                      |                               |                               |                               |                               | 17 septembre - Kallang | 17 septembre - Kallang | 17 septembre - Kallang | 17 septembre - Kallang |
|  |                        |                        | Syrie                  | Syrie                  | 0             | 0             |                        |                        |                               |                               |                               |                               | 17 septembre - Kallang | 17 septembre - Kallang | 17 septembre - Kallang | 17 septembre - Kallang |
|  | Arabie saoudite        | Arabie saoudite        | Syrie                  | Syrie                  | 0             | 0             | 1                      | 1                      |                               |                               |                               |                               | 17 septembre - Kallang | 17 septembre - Kallang | 17 septembre - Kallang | 17 septembre - Kallang |
|  | Arabie saoudite        | Arabie saoudite        | 14 septembre - Kallang |                        |               |               | 1                      | 1                      |                               |                               |                               |                               | 17 septembre - Kallang | 17 septembre - Kallang | 17 septembre - Kallang | 17 septembre - Kallang |
|  | Syrie                  | Syrie                  | 2                      | 2                      |               |               |                        |                        |                               |                               |                               |                               | 17 septembre - Kallang | 17 septembre - Kallang | 17 septembre - Kallang | 17 septembre - Kallang |
|  | Syrie                  | Syrie                  | 2                      | 2                      | Japon a.p.    | Japon a.p.    | 4                      | 4                      |                               |                               |                               |                               |                        |                        |                        |                        |
|  | 11 septembre - Bishan  |                        |                        |                        | Japon a.p.    | Japon a.p.    | 4                      | 4                      |                               |                               |                               |                               |                        |                        |                        |                        |
|  |                        |                        | Corée du Nord          | Corée du Nord          | 2             | 2             |                        |                        |                               |                               |                               |                               |                        |                        |                        |                        |
|  | Chine                  | Chine                  | Corée du Nord          | Corée du Nord          | 2             | 2             | 1                      | 1                      |                               |                               |                               |                               |                        |                        |                        |                        |
|  | Chine                  | Chine                  |                        |                        |               |               |                        |                        |                               |                               |                               |                               |                        |                        |                        |                        |
|  | Corée du Nord a.p.     | Corée du Nord a.p.     | 2                      | 2                      |               |               |                        |                        |                               |                               |                               |                               |                        |                        |                        |                        |
|  | Corée du Nord a.p.     | Corée du Nord a.p.     | 2                      | 2                      | Corée du Nord | Corée du Nord | 3                      | 3                      | Match pour la troisième place | Match pour la troisième place | Match pour la troisième place | Match pour la troisième place |                        |                        |                        |                        |
|  | 11 septembre - Kallang |                        |                        |                        | Corée du Nord | Corée du Nord | 3                      | 3                      | Match pour la troisième place | Match pour la troisième place | Match pour la troisième place | Match pour la troisième place |                        |                        |                        |                        |
|  |                        |                        | Tadjikistan            | Tadjikistan            | 0             | 0             |                        |                        | 17 septembre - Kallang        | 17 septembre - Kallang        | 17 septembre - Kallang        | 17 septembre - Kallang        |                        |                        |                        |                        |
|  | Tadjikistan            | Tadjikistan            | Tadjikistan            | Tadjikistan            | 0             | 0             | 1                      | 1                      | 17 septembre - Kallang        | 17 septembre - Kallang        | 17 septembre - Kallang        | 17 septembre - Kallang        |                        |                        |                        |                        |
|  | Tadjikistan            | Tadjikistan            |                        |                        |               |               |                        | 1                      |                               |                               | Tadjikistan t.a.b.            | Tadjikistan t.a.b.            | 3 (5)                  | 3 (5)                  |                        |                        |
|  | Corée du Sud           | Corée du Sud           | 0                      | 0                      |               |               |                        |                        |                               |                               | Tadjikistan t.a.b.            | Tadjikistan t.a.b.            | 3 (5)                  | 3 (5)                  |                        |                        |
|  | Corée du Sud           | Corée du Sud           | 0                      | 0                      | Syrie         | Syrie         | 3 (4)                  | 3 (4)                  |                               |                               |                               |                               |                        |                        |                        |                        |
|  |                        |                        |                        |                        |               |               |                        |                        |                               |                               |                               |                               |                        |                        |                        |                        |

### Quarts de finale
| 11 septembre 2006 | Japon           | 1 - 1 t.a.b. | Iran             | Jalan Besar Stadium, Kallang |                   |
| 17:00             | Kakitani 14e    |              | Alimohammadi 73e | Spectateurs : 300            | Spectateurs : 300 |
| 17:00             | (Rapport)       |              |                  | Spectateurs : 300            | Spectateurs : 300 |
| 17:00             | Tirs au but 8-7 |              |                  | Spectateurs : 300            | Spectateurs : 300 |

| 11 septembre 2006 | Arabie saoudite | 1 - 2 | Syrie         | Bishan Stadium, Bishan |                  |
| 17:00             | Al-Dosari 46e   |       | Jaafr 9e, 74e | Spectateurs : 50       | Spectateurs : 50 |
| 17:00             | (Rapport)       |       |               | Spectateurs : 50       | Spectateurs : 50 |

| 11 septembre 2006 | Chine      | 1 - 2 a.p. | Corée du Nord                      | Bishan Stadium, Bishan |                   |
| 20:00             | Gao Di 16e |            | Ri Myong-jun 20e · O Jin-hyok 110e | Spectateurs : 300      | Spectateurs : 300 |

| 11 septembre 2006 | Tadjikistan | 1 - 0 | Corée du Sud | Jalan Besar Stadium, Kallang |                     |
| 20:00             | Vasiev 81e  |       |              | Spectateurs : 2 346          | Spectateurs : 2 346 |

### Demi-finales
| 14 septembre 2006 | Japon                    | 2 - 0 | Syrie | Jalan Besar Stadium, Kallang               |                                            |
| 17:00             | Saito 69e · Kakitani 79e |       |       | Spectateurs : 500 Arbitrage : Kim Dong-jin | Spectateurs : 500 Arbitrage : Kim Dong-jin |
| 17:00             | (Rapport)                |       |       | Spectateurs : 500 Arbitrage : Kim Dong-jin | Spectateurs : 500 Arbitrage : Kim Dong-jin |

| 14 septembre 2006 | Corée du Nord                         | 3 - 0 | Tadjikistan | Jalan Besar Stadium, Kallang                      |                                                   |
| 20:00             | An Il-bom 26e, 53e · Ri Sang-chol 38e |       |             | Spectateurs : 2 654 Arbitrage : Benjamin Williams | Spectateurs : 2 654 Arbitrage : Benjamin Williams |
| 20:00             | (Rapport)                             |       |             | Spectateurs : 2 654 Arbitrage : Benjamin Williams | Spectateurs : 2 654 Arbitrage : Benjamin Williams |

### Match pour la3eplace
| 17 septembre 2006 | Tadjikistan                                  | 3 - 3 t.a.b. | Syrie                                  | Jalan Besar Stadium, Kallang                    |                                                 |
| 17:00             | Fatkhuloev 29e · Sobirov 67e · Karabaev 114e |              | Jaafr 45+1e, 94e · Solaiman 50e (pen.) | Spectateurs : 300 Arbitrage : Benjamin Williams | Spectateurs : 300 Arbitrage : Benjamin Williams |
| 17:00             | (Rapport)                                    |              |                                        | Spectateurs : 300 Arbitrage : Benjamin Williams | Spectateurs : 300 Arbitrage : Benjamin Williams |
| 17:00             | Tirs au but 5-4                              |              |                                        | Spectateurs : 300 Arbitrage : Benjamin Williams | Spectateurs : 300 Arbitrage : Benjamin Williams |

### Finale
| 17 septembre 2006 | Japon                                         | 4 - 2 a.p. | Corée du Nord                    | Jalan Besar Stadium, Kallang                       |                                                    |
| 20:00             | Kakitani 57e · Hanato 78e · Kawano 113e, 120e |            | O Jin-hyok 7e · Ri Sang-chol 25e | Spectateurs : 3 346 Arbitrage : Fareed Al-Marzouqi | Spectateurs : 3 346 Arbitrage : Fareed Al-Marzouqi |
| 20:00             | (Rapport)                                     |            |                                  | Spectateurs : 3 346 Arbitrage : Fareed Al-Marzouqi | Spectateurs : 3 346 Arbitrage : Fareed Al-Marzouqi |

### Équipes qualifiées pour la Coupe du monde
Les sélections qualifiées pour la prochaine Coupe du monde sont :
- Corée du Sud - Pays organisateur
- Japon
- Corée du Nord
- Tadjikistan
- Syrie

## Sources et liens externes